# Caraula
Caraula est une commune roumaine située dans le județ de Dolj.